# Direction générale Développement et Relations avec les États d'Afrique, des Caraïbes et du Pacifique
La Direction générale du développement et des relations avec les États d'Afrique, des Caraïbes et du Pacifique (DG DEV) de la Commission européenne détermine la politique de développement de la Commission (titre XX du Traité instituant la Communauté européenne).
Elle coordonne les relations avec les pays en développement, dans le cadre de l'Accord de Cotonou et des stratégies à l'égard de l'Afrique, des Caraïbes et du Pacifique.
Elle programme les ressources du Fonds européen pour le développement. Elle est responsable du prix Lorenzo Natali, qui récompense des journalistes engagés sur les questions de droits de l'homme dans les pays en développement.